# Paul-François Huart-Chapel
Paul-François Huart ou Huart-Chapel par adjonction du nom de son épouse (Charleroi, 7 mars 1771 - Charleroi, 5 septembre 1850), est un homme politique belge et  bourgmestre de Charleroi, membre du Parti libéral. Il est également un industriel métallurgiste innovateur dans la région de Charleroi.

## Biographie
Paul-François Joseph Huart, né à Charleroi le 7 mars 1771 est le fils de François Joseph Huart, négociant, notaire et échevin sous l'ancien régime, et de Anne Marie Joseph Michaux. Le 30 décembre 1798, il épouse à Charleroi Marie Jeanne Chapel, fille de Daniel-François Chapel, un des premiers maîtres de forge à Charleroi au XVIIIe siècle qui possédait également un ensemble de fourneaux et de forges dans le Luxembourg.
En 1806, il hérite de plusieurs usines. Il ne se contente pas de les gérer car il a des talents de chercheur. Il dépose ainsi plusieurs brevets d'invention tel un four à réverbères qui sert à fondre la mitraille.
En 1818, Paul-François Huart-Chapel, maître de forges à Charleroi, demande la concession de mines de houille gisantes sous Marcinelle. Le 8 juin 1830, est constituée une société groupant le Charbonnage de Marcinelle, les Usines des Hauchies (où un haut fourneau est érigé) et les Usines Métallurgiques du Hainaut.
Il installe dans ses usines métallurgiques les technologies les plus innovatrices de l'époque en adoptant les procédés anglais. Entre 1821 et 1823, il fait construire l'usine des Hauchies à Marcinelle qui intègre plusieurs fours à puddler, un laminoir, une fenderie et un marteau dans un ensemble cohérent mû par une machine à vapeur. De 1824 à 1826, il y construit également le premier haut-fourneau du bassin carolorégien fonctionnant au coke qui entre désormais définitivement dans les processus sidérurgiques et l'approvisionne notamment avec ses mines de fer à Acoz et Bouffioulx. Le 20 juin 1835, cette société est érigée en S.A. des Hauts Fourneaux, Usines et Charbonnages de Marcinelle et Couillet qui durera jusqu'en 1906.
Il était vice-président puis président de la Chambre de commerce de Charleroi.
Il a enfin écrit en 1836 un ouvrage sur le traitement de minerais de fer en Belgique ainsi que des ouvrages s'intéressant à l'horticulture.

### Carrière politique
Sous le régime hollandais, il est membre de la députation des États du Hainaut. Il est le premier bourgmestre de Charleroi issu d'élections communales le 20 octobre 1830. Le 10 février 1834, il démissionne de sa fonction. À ces activités publiques, s'est ajouté la présidence du conseil d'administration du bureau de bienfaisance et de l'hôpital civil de Charleroi.

## Hommage et distinction
Une rue de la Ville-Haute de Charleroi (rue Huart-Chapel) porte son nom depuis 1901.
La distinction suivante lui a été décernée :
- Chevalier de l'ordre de Léopold (Belgique).